# Leuliisinea bambusicola
Leuliisinea bambusicola är en svampart som beskrevs av Matsush. 1985. Leuliisinea bambusicola ingår i släktet Leuliisinea, divisionen sporsäcksvampar och riket svampar.   Inga underarter finns listade i Catalogue of Life.